# Giuseppe Bertolucci
Giuseppe Bertolucci (* 27. Februar 1947 in Parma; † 16. Juni 2012 in Diso, Provinz Lecce, Apulien) war ein italienischer Regisseur und Drehbuchautor.

## Werdegang
Der jüngere Bruder von Bernardo Bertolucci arbeitete als Regieassistent bei diesem und schon vorher für Gianni Amico und drehte in den 1970er Jahren meist Dokumentarfilme oder für das italienische Fernsehen. 1977 arbeitete er erstmals als Regisseur fürs Kino und mit Roberto Benigni an Berlinguer ti voglio bene. Mit ihm blieb er die nächsten Jahre künstlerisch verbunden. Bertolucci wurde als einer der persönlichsten Regisseure bezeichnet und drehte weiterhin Filme, allerdings in größeren zeitlichen Abständen. Bei allen seinen Arbeiten war er auch am Drehbuch beteiligt.
Unter Bertoluccis Theaterarbeit stechen vor allem verschiedene Monologe heraus, die er seit den 1970er Jahren schrieb; daneben war er auch für die Bühne als Regisseur tätig.
Am 18. Juni 2002 erhielt Bertolucci den Verdienstorden der Italienischen Republik. Er war Präsident der Cineteca di Bologna.

## Filmografie (Auswahl)
- 1971: I poveri muoiono prima (Dokumentarfilm)
- 1972: Andare e venire (Fernsehfilm)
- 1976: 1900 (Novecento) (Drehbuch)
- 1977: Berlinguer ti voglio bene
- 1979: La Luna (Drehbuch)
- 1984: Segreti segreti
- 1987: Seltsam, das Leben… (Strana la vita)
- 1994: Troppo sole
- 2006: Pasolini prossimo nostro (Dokumentarfilm)